# Arachnis citra
Arachnis citra är en fjärilsart som beskrevs av Berthold Neumoegen och Dyar 1893. Arachnis citra ingår i släktet Arachnis och familjen björnspinnare. Inga underarter finns listade i Catalogue of Life.